# Liste der Baudenkmäler in Oberschwarzach
Auf dieser Seite sind die Baudenkmäler in dem unterfränkischen Markt Oberschwarzach zusammengestellt. Diese Tabelle ist eine Teilliste der Liste der Baudenkmäler in Bayern. Grundlage ist die Bayerische Denkmalliste, die auf Basis des Bayerischen Denkmalschutzgesetzes vom 1. Oktober 1973 erstmals erstellt wurde und seither durch das Bayerische Landesamt für Denkmalpflege geführt wird. Die folgenden Angaben ersetzen nicht die rechtsverbindliche Auskunft der Denkmalschutzbehörde.

## Baudenkmäler nach Gemeindeteilen

### Oberschwarzach
| Lage | Objekt                                        | Beschreibung | Akten-Nr.     | Bild           |
| --- | --------------------------------------------- | --- | ------------- | -------------- |
| Bimbacher Straße (Standort)                                                                             | Bildstock                                     | Auf niedrigem Tischsockel eine Säule, Aufsatz mit Relief der Kreuzigung Christi mit zwei Assistenzfiguren, Rückseite heiliger Michael mit Schwert und Waage, Sandstein, 1738                                                                                 | D-6-78-164-18 | weitere Bilder |
| Hauptstraße 1 (Standort)                                                                                | Wohnhaus                                      | Zweigeschossiger traufständiger Walmdachbau mit geohrten Fensterrahmungen, 18. Jahrhundert | D-6-78-164-1  | weitere Bilder |
| Hauptstraße 1 (Standort)                                                                                | Hausfigur                                     | Heiliger Joseph, Sandstein | D-6-78-164-1  | weitere Bilder |
| Hauptstraße 1 (Standort)                                                                                | Pfeilerportal                                 | Mit Kugelaufsätzen, Sandstein | D-6-78-164-1  | weitere Bilder |
| Hauptstraße 8 (Standort)                                                                                | Wohnhaus                                      | Zweigeschossiger giebelständiger Halbwalmdachbau mit Zierfachwerkobergeschoss und geohrten Fensterrahmungen, 1737 | D-6-78-164-2  | weitere Bilder |
| Hauptstraße 15 (Standort)                                                                               | Gasthaus Zur Traube                           | Zweigeschossiger giebelständiger Satteldachbau mit Zierfachwerkgiebel, geohrte und gefaste Sandsteingewände im Erdgeschoss, bezeichnet „1669“ | D-6-78-164-3  | weitere Bilder |
| Hauptstraße 17 (Standort)                                                                               | Hausfigur                                     | Muttergottes, in einer Nische, 18./19. Jahrhundert | D-6-78-164-4  | Hausfigur      |
| Hauptstraße 22 (Standort)                                                                               | Relief                                        | Marienkrönung, 18./19. Jahrhundert | D-6-78-164-5  | weitere Bilder |
| Hauptstraße 24 (Standort)                                                                               | Wohnhaus                                      | Zweigeschossiger Walmdachbau mit geohrten Fensterrahmungen, bezeichnet 1749 | D-6-78-164-6  | weitere Bilder |
| Hauptstraße 24 (Standort)                                                                               | Immaculata-Figur                              | | D-6-78-164-6  | weitere Bilder |
| Hauptstraße 29 (Standort)                                                                               | Hoftor mit Fußgängerpforte                    | Kugelaufsätze, Sandstein bezeichnet „1776“ | D-6-78-164-7  | weitere Bilder |
| Hauptstraße 29 (Standort)                                                                               | Nepomuk-Figur                                 | Auf einer Konsole am Haus, 18. Jahrhundert | D-6-78-164-7  | BW             |
| Hauptstraße 36 (Standort)                                                                               | Bildstock                                     | Tischsockel mit Säule auf Vierkantfuß, Aufsatz mit Reliefdarstellung der Kreuzigung Christi mit zwei Assistenzfiguren, auf der Rückseite Relief des heiligen Valentin mit zwei Stifterfiguren, von eisernem Doppelkreuz bekrönt, am Sockel bezeichnet „1843“ | D-6-78-164-8  | weitere Bilder |
| Hauptstraße; Hofwiesen; Ortsausgang nach Siegendorf (Standort)                                          | Kreuzstein                                    | Bezeichnet „1520“ | D-6-78-164-19 | weitere Bilder |
| Kirchberg (Standort)                                                                                    | Mariensäule                                   | Hohe Sandsteinsäule mit Marienfigur, von eiserner Einfriedung umgeben, neugotisch, zweite Hälfte 19. Jahrhundert | D-6-78-164-13 | weitere Bilder |
| Kirchberg 3 (Standort)                                                                                  | Wohnhaus                                      | Zweigeschossiges Satteldachhaus mit geohrten Fensterrahmungen, 18./19. Jahrhundert | D-6-78-164-10 | weitere Bilder |
| Kirchberg 4 (Standort)                                                                                  | Katholische Pfarrkirche St. Petrus und Paulus | Dreischiffige Hallenkirche mit Polygonalchor 1478, 1602 überarbeitet, Langhaus 1947, Turm im Kern spätgotisch; mit Ausstattung | D-6-78-164-11 | weitere Bilder |
| Kirchberg 7 (Standort)                                                                                  | Gemeindehaus                                  | Eingeschossiger Sandsteinquaderbau mit Treppengiebeln, zweite Hälfte 19. Jahrhundert | D-6-78-164-60 | weitere Bilder |
| Kirchberg 11 (Standort)                                                                                 | Ehemaliges Fürstbischöfliches Amtshaus        | Dreigeschossiger Satteldachbau mit Treppengiebeln, runden Ecktürmen und polygonalem Treppenturm, erbaut von Fürstbischof Julius Echter von Mespelbrunn anstelle eines älteren Schlosses der Truchsesse von Henneberg, bezeichnet 1614                        | D-6-78-164-12 | weitere Bilder |
| Kirchberg 11 (Standort)                                                                                 | Nebengebäude um einen Vierseithof             | Eingeschossig | D-6-78-164-12 | weitere Bilder |
| Kreisstraße SW 48; am südwestlichen Ortsrand (Standort)                                                 | Kreuzschlepper                                | Auf einem Tischsockel balusterartiger Schaft, Aufsatz mit Kreuzschlepper, Original aus Sandstein von 1732; ersetzt durch eine Kopie aus Muschelkalk 2009 | D-6-78-164-16 | weitere Bilder |
| Nähe Hauptstraße; bei der Bachbrücke (Standort)                                                         | Heiliger Nepomuk                              | Sandsteinfigur auf einem Sockel mit Inschrift, bezeichnet „1808“, erneuert 1973 | D-6-78-164-9  | weitere Bilder |
| Nähe Schallfelder Weg; Nähe Kirchberg (Standort)                                                        | Friedhofskreuz                                | Auf Sandsteinsockel mit historistischem Dekor, 19. Jahrhundert | D-6-78-164-15 | weitere Bilder |
| Nähe Schallfelder Weg; Nähe Kirchberg (Standort)                                                        | Kreuzwegstationen                             | Um 1900 | D-6-78-164-15 | BW             |
| Nähe Schallfelder Weg; Kreuzung der Straßen nach Mutzenroth und Bimbach, nördliches Ortsende (Standort) | Bildstock                                     | Auf niedrigem Tischsockel Vierkantschaft mit Aufsatz, Reliefdarstellung der Kreuzigung Christi mit Assistenzfiguren, auf der Rückseite Relief der Pietà mit Schwert, bezeichnet „1772“                                                                       | D-6-78-164-17 | weitere Bilder |
| Untere Ofengasse (Standort)                                                                             | Tabernakelbildstock                           | Auf einem viereckigen Sandsteinsockel ein rundbogiger Aufsatz, der vor von zwei Säulchen und hinten von einer Reliefplatte getragen wird, die Darstellung auf der Reliefplatte zeigt die Heilige Dreifaltigkeit, 18. Jahrhundert                             | D-6-78-164-14 | weitere Bilder |

### Breitbach
| Lage                                                                 | Objekt                                           | Beschreibung | Akten-Nr.     | Bild           |
| -------------------------------------------------------------------- | ------------------------------------------------ | --- | ------------- | -------------- |
| Breitbach 18 (Standort)                                              | Bildstock                                        | Sich verjüngender abgefaster Vierkantschaft auf Sockel, Aufsatz mit Pietà-Relief, errichtet 1911, erneuert 1989              | D-6-78-164-21 | weitere Bilder |
| Breitbach 29 (Standort)                                              | Katholische Filialkirche St. Johannes der Täufer | Saalbau mit polygonalem Chorabschluss und Dachreiter, 1757; mit Ausstattung                                                  | D-6-78-164-20 | weitere Bilder |
| In Breitbach, an Straßenkreuzung, im Dorf (Standort)                 | Bildstock                                        | Viereckiger Schaft auf Inschriftensockel mit Aufsatz, Reliefdarstellung der Hl. Dreifaltigkeit, neubarock, bezeichnet „1905“ | D-6-78-164-23 | weitere Bilder |
| In Breitbach, im Dorf (Standort)                                     | Wegkreuz                                         | Kruzifix auf Sandsteinsockel, 1915                                                                                           | D-6-78-164-24 | weitere Bilder |
| Linden, am westlichen Ortsausgang, an der Bundesstraße 22 (Standort) | Wegkapelle                                       | Kleiner Massivbau mit Satteldach und Nische, bezeichnet „1821“                                                               | D-6-78-164-25 | Wegkapelle     |

### Düttingsfeld
| Lage                       | Objekt                                | Beschreibung                                                                                       | Akten-Nr.     | Bild           |
| -------------------------- | ------------------------------------- | -------------------------------------------------------------------------------------------------- | ------------- | -------------- |
| Düttingsfeld 10 (Standort) | Katholische Filialkirche St. Wendelin | Sandsteinquaderbau mit Dachreiter und Sandsteingewänden, neugotisch, zweite Hälfte 19. Jahrhundert | D-6-78-164-26 | weitere Bilder |

### Handthal
| Lage                                             | Objekt                                       | Beschreibung | Akten-Nr.     | Bild           |
| ------------------------------------------------ | -------------------------------------------- | --- | ------------- | -------------- |
| Eichelsteig (Standort)                           | Steinkreuz                                   | Sogenanntes Magdalenenkreuz an der Stelle der abgegangenen Wallfahrtskirche Steinbrünner Magdalena mit Franziskanerhospiz, hohes Kreuz auf Sockel, Sandstein, bezeichnet „1867“                                              | D-6-78-164-29 | weitere Bilder |
| Handthal 8 (Standort)                            | Katholische Filialkirche St. Maria Magdalene | Saalbau mit polygonalem Chorabschluss und Dachreiter, 1811; mit Ausstattung | D-6-78-164-27 | weitere Bilder |
| Handthal 28; am östlichen Ortsausgang (Standort) | Bildstock                                    | Schmaler Sockel mit Säule, Aufsatz von stilisiertem Blattwerk und Voluten gerahmt, Reliefdarstellung der Kreuzigung mit Assistenzfiguren, Seitenfiguren Heilige Dorothea und heilige Banthaleon, bezeichnet „1709“; erneuert | D-6-78-164-28 | weitere Bilder |

### Kammerforst
| Lage                                                       | Objekt                           | Beschreibung | Akten-Nr.     | Bild           |
| ---------------------------------------------------------- | -------------------------------- | --- | ------------- | -------------- |
| Aschengrund (Standort)                                     | Fluraltar                        | Nische mit Relief des Kreuzschleppers in Rocaille-Rahmung mit geschwungener Verdachung, Sockel mit Inschrift, Rokoko, bezeichnet „1776“; Flankenmauern erneuert | D-6-78-164-68 | Fluraltar      |
| In Kammerforst (Standort)                                  | Katholische Kapelle St. Valentin | Kleiner Zeltdachbau mit Dachreiter auf quadratischem Grundriss, 1708                                                                                            | D-6-78-164-30 | weitere Bilder |
| Kammerforst 19, am Weg nach Breitbach (Standort)           | Bildstock                        | Gefaster Vierkantschaft auf gemauertem Sockel, Aufsatz mit Reliefdarstellung der Kreuzigung Christi, Seitenfiguren, 17./18. Jahrhundert                         | D-6-78-164-32 | weitere Bilder |
| Kammerforster Weg, am Weg nach Breitbach (Standort)        | Retabel-Bildstock                | Inschriftensockel, darüber eine von Säulchen gerahmte Bildplatte mit Darstellung der Mutter Gottes und Abdeckung mit Flachgiebel, Sandstein, bezeichnet „1881“  | D-6-78-164-33 | weitere Bilder |
| Straßenäcker, an der Straße nach Oberschwarzach (Standort) | Wegkreuz                         | Hohes Sandsteinkreuz mit Korpus aus Muschelkalk, errichtet 1891, renoviert 1950                                                                                 | D-6-78-164-31 | Wegkreuz       |

### Mutzenroth
| Lage                                                          | Objekt                             | Beschreibung | Akten-Nr.     | Bild           |
| ------------------------------------------------------------- | ---------------------------------- | --- | ------------- | -------------- |
| Mutzenroth 3 (Standort)                                       | Katholische Filialkirche St. Lukas | Sandsteinquaderbau mit Satteldach und Dachreiter, neuromanisch, um 1850, 1964–65 erweitert | D-6-78-164-34 | weitere Bilder |
| Pfaffenteich, Straße nach Oberschwarzach (Standort)           | Bildstock                          | Auf abgeschrägtem Inschriftensockel ein hoher, sich verjüngender abgefaster Schaft, Aufsatz mit Relief der Pietà, Seitenfiguren heiliger Wendelin und heiliger Sebastian, von Johann Hillenbrand | D-6-78-164-36 | weitere Bilder |
| Staatsstraße 2272; am Ortsausgang nach Wiebelsberg (Standort) | Bildstock                          | Auf breit angelegtem, aus Sandsteinquadern gemauertem Sockel einer verkürzten Säule, Aufsatz mit Kreuzigungsrelief, 18. Jahrhundert                                                              | D-6-78-164-35 | weitere Bilder |

### Schönaich
| Lage                                                           | Objekt                               | Beschreibung | Akten-Nr.     | Bild           |
| -------------------------------------------------------------- | ------------------------------------ | --- | ------------- | -------------- |
| Hofäcker; an der Straße nach Ebersbrunn (Standort)             | Kreuzstein                           | Auf der Vorder- und Rückseite je ein erhabenes Wiederkreuz (sogenannter Ebracher Typ), je links daneben eine Pflugreute, mittelalterlich    | D-6-78-164-44 | weitere Bilder |
| In Schönaich; am Ortsende nach Breitbach (Standort)            | Wegkapelle                           | Kleiner Massivbau mit Satteldach und vergitterter Nisch, Figurengruppe Pietà aus Sandstein auf einem Sockel, bezeichnet „1843“              | D-6-78-164-43 | weitere Bilder |
| In Schönaich (Standort)                                        | Bildstock                            | Rundbogiger Aufsatz mit Bekrönungskreuz und Relief des heiligen Georg und den vierzehn Nothelfern, 18. Jahrhundert                          | D-6-78-164-47 | weitere Bilder |
| Nähe Am Katzenberg; Ortsausgang nach Altenschönbach (Standort) | Wegkapelle                           | Kleiner Massivbau mit Satteldach und vergitterter Nische, darin ein Dreifaltigkeitsrelief aus Sandstein auf einem Sockel, bezeichnet „1843“ | D-6-78-164-42 | weitere Bilder |
| Schönaich 1 (Standort)                                         | Relief der Pietà                     | Sandstein, 19. Jahrhundert; im Giebel | D-6-78-164-40 | BW             |
| Schönaich 6 (Standort)                                         | Relief                               | Marienkrönung, bezeichnet „1843“; im Giebel                                                                                                 | D-6-78-164-39 | Relief         |
| Schönaich 8 (Standort)                                         | Hausfigur                            | Muttergottes mit Kind, bezeichnet „1842“ | D-6-78-164-38 | Hausfigur      |
| Schönaich 9 (Standort)                                         | Relief                               | Marienkrönung, 19. Jahrhundert; im Giebel                                                                                                   | D-6-78-164-41 | weitere Bilder |
| Schönaich 11 (Standort)                                        | Katholische Filialkirche St. Michael | Unverputzter Sandsteinquaderbau mit Dachreiter, neugotisch, zweite Hälfte 19. Jahrhundert                                                   | D-6-78-164-37 | weitere Bilder |
| Wengertsberg; alte Steige, Gabelung Klosterweg (Standort)      | Kreuzstein                           | Mittelalterlich | D-6-78-164-45 | BW             |

### Siegendorf
| Lage                                                                         | Objekt                                | Beschreibung | Akten-Nr.              | Bild           |
| ---------------------------------------------------------------------------- | ------------------------------------- | --- | ---------------------- | -------------- |
| Straße von Altenschönbach nach Schönaich, Waldabteilung Alttännig (Standort) | Gedenkstein                           | In Form eines Pyramidenstumpfes mit Reliefdarstellung Johannes des Täufers, auf einem Tischsockel mit Reliefdarstellung eines Waldunfalls und Inschriften, Sandstein, bezeichnet „1836“ | D-6-78-164-52          | weitere Bilder |
| In Siegendorf (Standort)                                                     | Bildstock                             | Vierkantschaft auf niedrigem Tischsockel, Aufsatz mit Pietá, bezeichnet „1859“ | D-6-78-164-49          | BW             |
| Sandwiesenbach (Standort)                                                    | Steinkreuz                            | Sandstein | D-6-78-164-46 Wikidata | BW             |
| Siegendorf 1 (Standort)                                                      | Friedhofskreuz                        | Sandstein, 1934 von Georg Kreisel (Zell); renoviert 1974 | D-6-78-164-61          | weitere Bilder |
| Siegendorf 1 (Standort)                                                      | Wegkapelle                            | Kleiner massiver Satteldachbau, mit Kreuzigungsrelief von 1677, erneuert 1973; Ortsausgang nach Oberschwarzach                                                                          | D-6-78-164-51          | weitere Bilder |
| Siegendorf 11 (Standort)                                                     | Katholische Filialkirche St. Wendelin | Kleiner Satteldachbau mit Dachreiter und eingezogenem Chor, Mitte 19. Jahrhundert, 1970 erneuert                                                                                        | D-6-78-164-48          | weitere Bilder |
| Siegendorf 27, im Ort (Standort)                                             | Bildstock                             | Inschriftensockel Vierkantschaft, Aufsatz mit Relief des heiligen Georg, Rückseite heilige Anna, bezeichnet 1842; erneuert 1974 und 2006                                                | D-6-78-164-50          | weitere Bilder |

### Wiebelsberg
| Lage                                                                | Objekt                                    | Beschreibung | Akten-Nr.     | Bild            |
| ------------------------------------------------------------------- | ----------------------------------------- | --- | ------------- | --------------- |
| Dachs; nordöstlich des Ortes, am Fuß der Weinberge (Standort)       | Pfeilerbildstock                          | Inschriftensockel mit wenig eingezogenem Mittelstück mit Bildnische und einem Aufsatzblick, in der Nische die Figur des heiligen Urban im Bischofsornat, neugotisch, bezeichnet „1873“ | D-6-78-164-59 | weitere Bilder  |
| Dorfstraße 6 (Standort)                                             | Bauernhof                                 | Zweigeschossiges giebelständiges Halbwalmdachhaus mit verputztem Fachwerkobergeschoss, 18. Jahrhundert                                                                                 | D-6-78-164-55 | weitere Bilder  |
| Dorfstraße 6 (Standort)                                             | Bauernhof                                 | Nebengebäude, Satteldachbau aus Bruchsteinmauerwerk, 18. Jahrhundert | D-6-78-164-55 | weitere Bilder  |
| Dorfstraße 6 (Standort)                                             | Bauernhof, Hofmauer mit Pforte            | Bezeichnet „1799“ | D-6-78-164-55 | weitere Bilder  |
| Dorfstraße 8 (Standort)                                             | Katholische Filialkirche St. Bartholomäus | Bruchsteinbau mit eingezogenem Chor und Dachreiter, 1924 | D-6-78-164-53 | weitere Bilder  |
| Dorfstraße 21 (Standort)                                            | Fußgängerpforte                           | Mit Kugelaufsätzen, Sandstein, bezeichnet „1788/1840“ | D-6-78-164-54 | Fußgängerpforte |
| Dorfstraße 29; Ortsende nach Gerolzhofen (Standort)                 | Mariensäule                               | Tischsockel mit gefastem Schaft, Figur der Maria Immaculata, neugotisch, 1875 | D-6-78-164-56 | Mariensäule     |
| Gartenäcker; am Ortsausgang nach Mutzenroth (Standort)              | Bildstock                                 | Tischsockel mit Säule, Aufsatz mit Darstellung der Kreuzigung Christi, Rückseite Pietà, Seitenfiguren, bezeichnet „1707“; erneuert 2010                                                | D-6-78-164-57 | weitere Bilder  |
| Mahlholzäcker; südwestlich des Ortes, an einer Wegegabel (Standort) | Bildstock                                 | Auf hochrechteckigem Sockel ein achteckiger Schaft mit Krabben besetztem Aufsatz, Darstellung der Heiligen Dreifaltigkeit und der Pietà, neugotisch, bezeichnet „1840“, erneuert 1986  | D-6-78-164-58 | BW              |

## Abgegangene Baudenkmäler
| Lage                              | Objekt    | Beschreibung           | Akten-Nr.     | Bild |
| --------------------------------- | --------- | ---------------------- | ------------- | ---- |
| Breitbach Breitbach 14 (Standort) | Hausfigur | Pietà, 19. Jahrhundert | D-6-78-164-22 | BW   |